# Röksignal

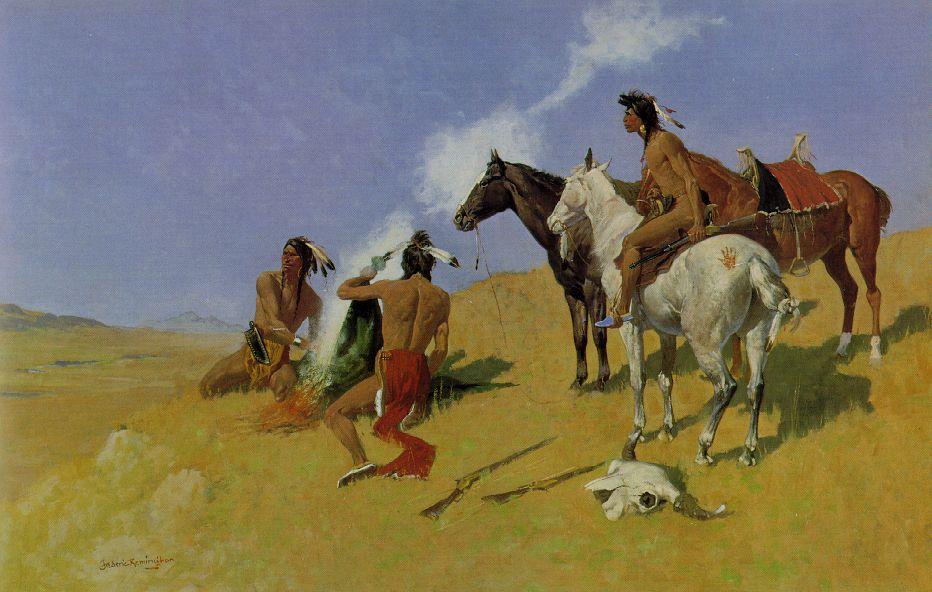
Röksignaler, The Smoke Signal” (1905), en målning av den amerikanske konstnären Frederic Remington.

Röksignaler är en sorts visuell kommunikation som kan användas över relativt långa avstånd. Det är en av de äldsta kommunikationsmetoder som människan använt sig av.

## Metod
Genom att täcka över en brasa med en filt och snabbt dra bort den kan en rökpuff skapas. Med lite träning kan man styra rökpuffarnas storlek, form och timing. Rökpuffar kan observeras från långa avstånd och är tydliga för den som kan se dem. Detta gjorde att signalstationer ofta placerades för att maximera synavståndet. Stengrytor som användes av de nordamerikanska indianerna och tornen på Kinesiska muren är exempel på signaleringsstationer.

## Historik
För flera tusen år sedan användes röksignaler i Kina av soldater vid Kinesiska muren för att varna varandra när anfall upptäcktes. Signalerna skickades från torn till torn. På detta sätt kunde meddelanden skickas upp till 750 km på några få timmar.
Missbruk av röksignaler var en del i fallet för Västra Zhoudynastin. Kung You hade för vana att roa sin favoritkonkubin Bao Si till drottning med falska röksignaler. När sedan riket anfölls av nomadfolket Rong år 771 f.Kr. kom ingen till kungens hjälp. Huvudstaden plundrades, och händelsen markerade slutet för Västra Zhoudynastin.
Den greko-romerska historikern Polybios, utvecklade ett komplext system med alfabetiska röksignaler 150 f.Kr., där de grekiska bokstäverna ersattes av numeriska representationer. Meddelanden kunde skickas med facklor som hölls i par. Metoden har fått namnet Polybios kvadrat och har också kommit till användning inom kryptografin och steganografin.
De nordamerikanska indianerna har också kommunicerat med röksignaler. Varje stam hade i princip sitt eget signalsystem.

## Signalering i modern tid

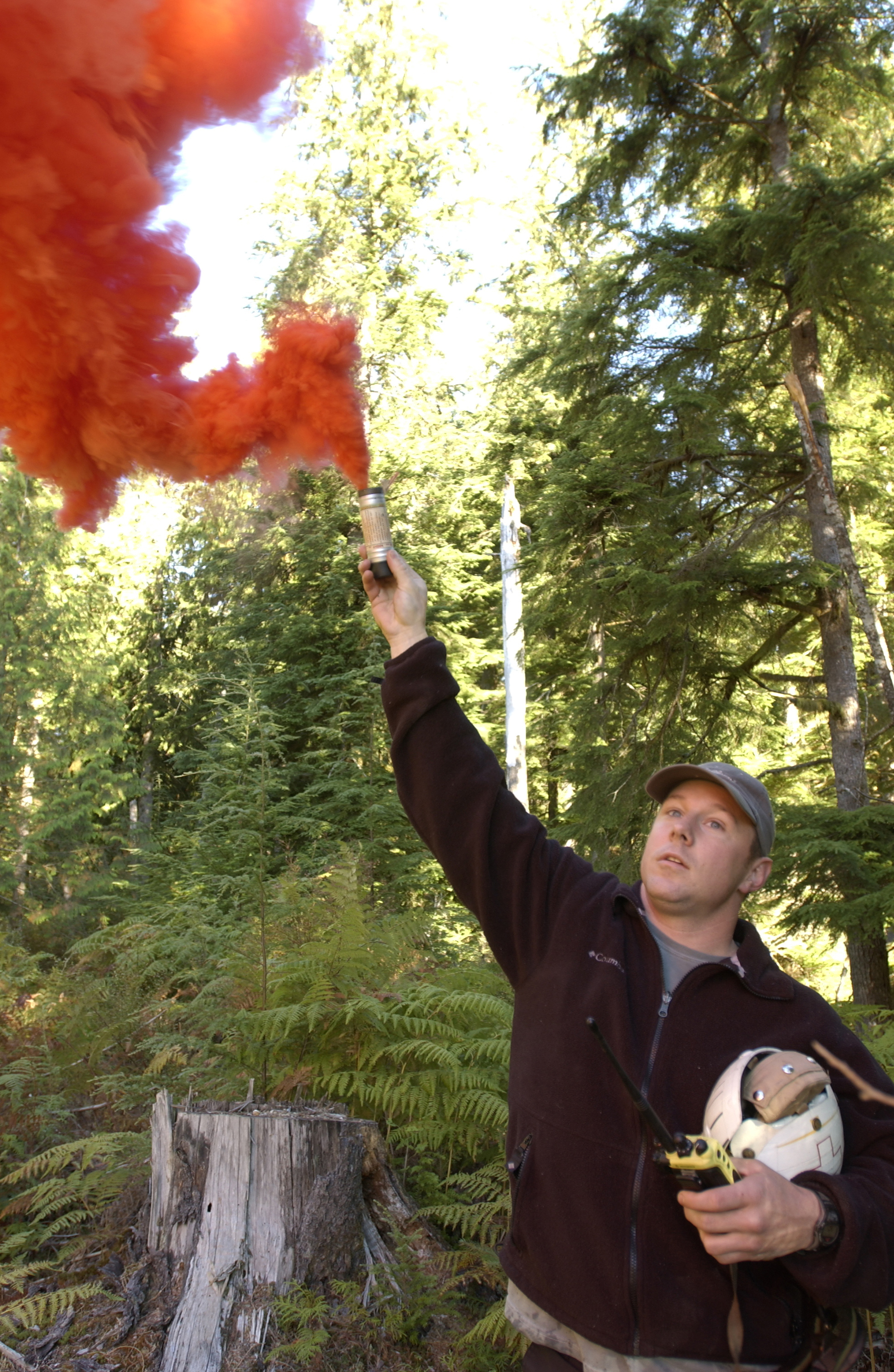
Amerikansk flottist ger modern röksignalering till räddningshelikoptern i luften.

Modern röksignalering kan ske med rökburkar och röken kan vara färgad för att lättare upptäckas eller utskiljas från annan rök.
Röksignaler används också i samband med konklaven, det vill säga valet av ny påve i Vatikanen. Valsedlarna från en icke framgångsrik valomgång blir enligt tradition uppbrända tillsammans med våt halm så att det bildas svart rök som kunde ses utanför Sixtinska kapellet. Är valet framgångsrikt blir valsedlarna däremot uppeldade tillsammans med torr halm och bildar vit rök. Det gör att den vita röken signalerar att en ny påve är vald och detta kan ses av de väntande grupperna utanför kapellet. Eftersom rökfärgen inte alltid var lätt att tolka har det i modern tid använts kemikalier för att skapa den vita eller svarta röken.

## Ingen standard
Det finns ingen utbildad standard för röksignaler. Signalerna utgör bestämda mönster som är kända för både sändare och mottagare. Röksignaler används endast för att koda enkla meddelanden och har därför förblivit en begränsad form av kommunikation.